# Haplocosmia himalayana
Haplocosmia himalayana är en spindelart som först beskrevs av Pocock 1899.  Haplocosmia himalayana ingår i släktet Haplocosmia och familjen fågelspindlar. Inga underarter finns listade i Catalogue of Life.